# Lanna Rodrigues
Elane Martins Rodrigues (São João de Meriti, Rio de Janeiro, 8 de setembro de 1981), conhecida como Lanna Rodrigues, é uma cantora, compositora e multi-instrumentista brasileira.

## Biografia
Lanna Rodrigues deu seus primeiros passos aos 17 anos, quando arriscou os primeiros acordes no velho violão de sua mãe. Aos 18 anos, descobriu o dom de compor e passou a transformar suas experiências de vida em músicas presentes em sua autobiografia. Iniciou a sua carreira em 2003, apresentando-se nos palcos da noite carioca com nome artístico Lanna Rodrigues. Sua primeira grande experiência na música ocorreu no ano de 2005 ao apresentar-se para um público de pelo menos 20 mil pessoas em um rodeio, tendo a honra de dividir o palco com a banda "Os Paralamas do Sucesso”. No dia 24 de Setembro de 2005, Lanna participou do IV Festival de Musica Popular Brasileira de Magé com 147 candidatos inscritos, posteriormente participou do V Festival no dia 23 de setembro 2006 classificada com autora e intérprete da musica "Marcas do Passado". Lanna levou o 2º Lugar no IV Festival, onde concorreu com a música autoral “Não Adianta”. Em 08 de Outubro de 2005, Lanna participa do I Festival de Musica Popular Brasileira de Queimados, promovido pela Secretaria de Educação e Cultura de Queimados, concorrendo com musica autoral “Pra te Esquecer”. 
Em novembro do mesmo ano, Lanna foi classificada pela Revista MPB, como a mais nova revelação da Musica Popular Brasileira, concernente à interpretação e repertório musical nas apresentações nas noites do Rio de Janeiro, simultaneamente, se dedicou ao projeto da Fundação de Desenvolvimento e Apoio a Crianças Especiais, em Itatiaia - RJ. Em 2007, a jovem inicia as aulas de canto lírico e violão popular na Escola de Música Villa Lobos, além de formar-se em administração. Nove anos mais tarde - em 2016, participa da 5ª temporada do Reality Show The Voice Brasil na Rede Globo no Time de Lulu Santos com a canção "Pra Você", sendo automaticamente selecionada pelo competidor técnico para o seu time. Após perder a batalha no sétimo episódio perante Vitória Carneiro com a canção "Não Vá Embora", foi eliminada da competição. A fase de batalhas foram transmitidas em três episódios, sendo os episódios seis a oito representados por batalhas entre os dia dia 9 a 24 de novembro de 2016. Nessa fase, os técnicos contaram com a ajuda de Ivete Sangalo como supertécnica para todos os times. Em meio a toda repercussão trazida pelo programa, a artista interrompe sua carreira para cuidar de seu marido e empresário, Jefferson Luis, que adoece devido a uma leucemia. Em junho de 2017 o seu companheiro e empresário Jefferson veio a falecer e, Lanna deixa sua carreira por completo para viver este luto. Lanna Rodrigues se isola do mercado de shows musicais e, repassa este drama sozinha compondo canções para a sua própria autotransformação. 
Em 2018, a música “Outra Vez” de Lanna Rodrigues em parceria com Beto Galvão é selecionada para fazer parte da trilha sonora da novela “O Sétimo Guardião” da Rede Globo pelo diretor Rogério Gomes. Neste ano, participou do Festival Internacional de Saúde Coletiva, Saúde Mental e Direitos Humanos, após conquistar vários resultados notórios no mercado artístico. Desde então, retoma a carreira nos palcos com apresentações baseadas em experiências do trabalho. Durante o Pandemia do Covid19 no Brasil, os trabalhos foram direcionados para as redes sociais e organização da sua carreira solo, com retorno gradativo nos palcos no final do ano de 2021. No ano de 2022, o cantor de funk carioca MC Bob Rum, prepara o projeto da nova versão MPB de sua música “Está escrito” em parceria com a Lanna Rodrigues e, arranjos da Brasil Melody Band.

## Carreira
Lanna Rodrigues iniciou a carreira cantando em bares, shoppings, participando de festivais de música e, abrindo shows de artistas da MPB, além de participar de programas de rádio e TV. Em 2008 Lanna Rodrigues lança o CD de estreia "Marcas do Passado", com espaço nas rádios para transmissão em todo o país. Em 2009, o samba-bossa autoral da artista, "De vez em Noites", compondo a coletânea "Nuth Lounge Brazilian Music Experience", lançado e comercializado nos EUA pela gravadora "Water Music Records", objetivando alcançar repercussão de sua canção para o público americano e brasileiro no cenário musical. Posteriormente, a música "De vez em Noites" entra para a coletânea "News Fron Brazil Volume I" pela gravadora Sonarts, com o lançamento simultâneo nos Brasil e EUA. Com a repercussão do seu primeiro álbum, Lanna Rodrigues, adentra na divisão de palcos com os artistas Leoni, Os Paralamas do Sucesso, Sandra de Sá, Luka, Guilherme Arantes, Isabella Taviani, Jerry Adriani, Vander Lee, Raquel Koehler, entre outros. Como parceiros de composição, Lanna já escreveu músicas com Gabriel Sater, Max Viana, Jerry Adriani, Luka, João Pinheiro, Manu Santos, Helena Elis, Beto Galvão e Junior Parente.
Em 2010, Lanna lança seu single "Folhas ao Vento", pertencente à faixa do "DVD Festcar" - Festival da Canção de Araucária, pela Secretaria Municipal de Cultura e Turismo de Araucária - SMCT/PR. No ano de 2007 lançou o DVD “As novas Divas Brasileiras” gravado ao vivo no CCSP (Centro Cultural de São Paulo). No ano seguinte lançou, pelo "Selo Paulinos Music", o CD “Marcas do passado”, produzido por Moisés Camilo e Jefferson Luís. No disco foram incluídas as faixas “Algo assim” (Mathilda Kóvak e Luís Capucho), “Ilusão” e “Nada mudou”, ambas em parceria com Claudia Martins; “Faz frio sem você” (Hugo Sepúlveda); “Pra te esquecer” e “Não vai mudar”, parcerias com Aline Martins; “De vez em noites” e “Cicatrizes”, ambas com Jefferson Luis; “Instantes” (Helena Elis) e de sua autoria as composições “Inicio, meio e fim”, “Não adianta”, “No tempo” e “Um caminho”, além da faixa-título “Marcas do passado”, composta em parceria com Claudia Martins. Com o disco distribuído pela Tratore e Imúsica, fez vários shows de lançamento nos estados do Rio de Janeiro e São Paulo. No mesmo ano, foi projetado o espetáculo “Lanna Rodrigues canta Maysa”, pelo produtor Jefferson Luis com direção musical e arranjos do maestro Wilson Nunes e, direção cênica de Flávia Cruz, pesquisa e seleção de repertório por Lanna. Turnê foi realizado em diferentes palcos do Rio de Janeiro, entre os quais o circuito do SESC e ainda Teatro Raul Cortez, em Duque de Caxias e Teatro Café Pequeno no Leblon - Zona Sul, do Rio de Janeiro. Em 2012, participou ao lado de outros artistas como Elohim Seabra, Luna Caiado, Beto Caraori e Roberta Lima do espetáculo “Eu vi Elis sorrindo”, em comemoração aos 65 anos de Elis Regina no CRMC (Centro de Referência da Música Carioca).
Em 2015, a convite de Jerry Adriani, participou como convidada em show apresentado na Arena Carioca Chacrinha, em Pedra de Guaratiba, Zona Oeste do Rio de Janeiro.

## Filmografia

### Televisão/Streaming
| Ano  | Título           | Papel                      | Notas                          |
| ---- | ---------------- | -------------------------- | ------------------------------ |
| 2016 | The Voice Brasil | Participante (7° episódio) | 5ª temporada, Time Lulu Santos |
| 2016 | Malhação         | Participação musical       | [carece de fontes?]            |

## Discografia

### Álbuns
- 2007 - As Novas Divas Brasileiras. Gravado ao vivo: Centro Cultural de São Paulo - CCSP[8][41]
- 2008 - «Marcas do Passado». Gravadora: Tratore / Imúsica.[4][8][24][25][26][27][42]
- 2009 - «Nuth Louge Brazilian Music Experience». EUA Gravadora: Water Music Records. OCLC 424568992[8][43]
- 2010 - Festcar – Festival da Canção de Araucária. Lançado: 2010 em Curitiba - PR Por Secretaria Municipal de Cultura de Araucária - PR.[8]
- 2011 - News Fron Brazil Vol I. Lançado simultaneamente no Brasil e no EUA Gravadora: Sonarts Collection.[8]
- 2016 - «Pra Você». The Voice Brasil.[15][13]
- 2018 - «Outra Vez». Trilha Sonora: O Sétimo Guardião (Lyrics Video) HD.[17][44]
- 2022 - «Está Escrito (acústico)». Artista em destaque: MC Bob Rum.[21]